# Врхника при Ложу
Врхника при Ложу (словен. Vrhnika pri Ložu) је насељено место у општини Лошка Долина, Приморско-нотрањска регија, Словенија.

## Историја
До територијалне реорганизације у Словенији била је у саставу старе општине Церкница.

## Становништво
У попису становништва из 2011. године, Врхника при Ложу је имала 153 становника.
| Број становника према пописима | Број становника према пописима | Број становника према пописима |
| ------------------------------ | ------------------------------ | ------------------------------ |
| 1991                           | 2002                           | 2011                           |
| 151                            | 149                            | 153                            |

## Галерија
- табла на улазу
- речица Велики Обрх, један од извора реке Љубљанице